# Isabelle Comteße
Isabelle Comteße (* 29. Januar 1982 in Saarbrücken) ist eine ehemalige deutsche Basketballspielerin.

## Laufbahn
Die aus Bous stammende Comteße spielte beim BBC Bous sowie bei Wacker Völklingen und wechselte mit 15 Jahren zum BTV Wuppertal, dem deutschen Serienmeister der 1990er Jahre. Sie spielte fünf Jahre in Wuppertal und kam auch zu Einsätzen in der Euroleague. Nach ihrer Wuppertaler Zeit spielte sie bei NB Oberhausen und den Baskets 98 Völklingen, ehe sie sich 2005 dem TV 1872 Saarlouis anschloss. In den Spieljahren 2009 und 2010 gewann die 1,80 Meter messende Aufbauspielerin mit Saarlouis den deutschen Meistertitel, 2008, 2009 sowie 2010 zudem den deutschen Pokalwettbewerb. Im Spieljahr 2010/11 nahm sie mit Saarlouis am europäischen Vereinswettbewerb EuroCup teil.
Im April 2011 trat sie vom Leistungssport zurück, anlässlich ihres Abschieds wurde sie von der Saarbrücker Zeitung als „die wohl beste Basketballerin, die das Saarland hervorgebracht hat“ bezeichnet. Im Laufe der Saison 2012/13 lief sie dann jedoch wieder für Saarlouis auf und trug zum Wiederaufstieg in die Bundesliga bei.
In der Saison 2016/17 half Comteße, die inzwischen als Polizisten arbeitet, erneut in Saarlouis (mittlerweile wieder in der 2. Bundesliga) aus.

### Nationalmannschaft
Comteße war deutsche Jugendnationalspielerin, im Juli 2000 nahm sie an der U18-Europameisterschaft in Polen und wenige Wochen später an der U20-EM in der Slowakei teil. Bei beiden Turnieren war sie die beste Vorlagengeberin der deutschen Auswahl.